# 2 Unlimited
2 Unlimited — сформований у 1991 році нідерландський музичний гурт, що виступав у стилі євроденс. Проект був задуманий бельгійськими продюсерами Жаном-Полем Де Костером (Jean-Paul DeCoster) та Філом Вілде (Phil Wilde) і отримав світову популярність із виконавцями Реєм Слейнгардом (Ray Slijngaard) та Анітою Дот (Anita Daniëlle Doth). За 5 років виступів гурт завоював світову славу, а загальний тираж дисків гурту перевищив 18 мільйонів.
11 квітня 2009 року Рей Слейнгард та Аніта Дот вперше за 13 років разом виступили на концерті «Я люблю 90-ті» («I Love The 90s»), що відбувався у бельгійському місті Хасселт. У січні 2010 року вони записали сингл «In Da Name Of Love» та випустили його під іменем Ray & Anita.

## Альбоми
- Get Ready! (1992)
- No Limits! (1993)
- Real Things (1994)
- Hits Unlimited (1995)
- II (1998)
- The Complete History (2004)
- The Hits (2006)

## Сингли
- Get Ready For This (1991)
- Twilight Zone (1992)
- Workaholic (1992)
- The Magic Friend (1992)
- No Limit (1993)
- Tribal Dance (1993)
- Faces (1993)
- Maximum Overdrive (1993)
- Where Are You Now (1993, 7", Promo)
- Let the beat control your body (1994)
- The real thing (1994)
- Here I Go (1995)
- No One (1995)
- Nothing Like The Rain (1995)
- Here I Go / Nothing Like The Rain (1995)
- Do What’s Good For Me (1995)
- Kids Like You And Me (1995)
- Jump For Joy (1996)
- Spread your love (1996)
- Wanna Get Up (1998)
- The Edge Of Heaven (1998)
- Never Surrender (1998)
- Closer 2 U (1999)
- Ray & Anita — «In Da Name Of Love» (2010)

## Ремікси
- Sin Limites (1994)
- Power Tracks (1994)
- Throw The Groove Down / No Limit — The US Remixes (Limited Edition Quadrapack) (4x12") (1994)
- Hits Sin Limites (1996)
- Non-Stop Mix Best (1999)
- Greatest Hits Remixes (2000)
- No limit (millennium remixes) (2000)
- Twilight Zone (millennium remixes) (2000)
- Get Ready For This (millennium remixes) (2000)
- Trance Remixes (2002)
- No Limit 2.3 (2003)
- Tribal Dance 2.4 (2004)
- Greatest Remix Hits (2006)

## VHS & DVD
- Get ready! The Videos! — VHS — Australia — Liberation records(1992)
- No Limits! The Videos! — VHS — (UK)PWL Records(1993)
- No Limits! The Videos! (Belgium) (1993, VHS)
- Megahits Video — VHS — Japan — Toco International(1993)
- Beyond Limits — CDi — Netherlands — Byte Records(1994, VCD)
- Beyond Limits — CDi — Germany — ZYX (1994, VCD)
- Hits Unlimited — VHS — Netherlands — Byte (1995)
- Hits Unlimited — VHS — Germany — ZYX (1995)
- Hits Unlimited — VHS — USA — Radikal Records (1995)
- Hits Unlimited — The Videos — VCD (VideoCD) — Germany — ZYX(1995)
- Hits Unlimited — The Videos — VCD (VideoCD) — Taiwan (1995)
- Hits Unlimited — The Videos — LD (Laser Disc) — Japan (1996,NTSC)
- The Complete History — DVD — Germany — ZYX(2004)
- The Complete History — DVD — Brazilia — Toco Latina/Universal Music(2004)
- Hits Unlimited — The Videos — DVD — Germany — ZYX(2004)
- Hits Unlimited — The Videos — DVD — Asian (2004)
- Greatest Remix Hits — DVD — (2006)
- Greatest Remix Hits — DVD — Asian (2008)